# Albert van den Berg
Albert van den Berg (Zaandam, 20 september 1957) is een Nederlands natuurkundige. Hij is als hoogleraar sensorsystemen voor biomedische en milieutoepassingen verbonden aan de Universiteit Twente. Van den Berg werd bekend door zijn onderzoek naar de manipulatie en beweging van vloeistoffen op micro- en nanoniveau. In 2009 ontving hij de Spinozapremie. 

## Loopbaan
Van den Berg voltooide in 1983 zijn studie technische natuurkunde aan de Universiteit Twente. Vijf jaar later promoveerde hij aan diezelfde universiteit op een proefschrift over chemisch gemodificeerde ISFET. Hierna werkte hij als wetenschappelijk medewerker van 1988 tot 1993 aan de Universiteit van Neuchatel en het Centrum voor Microtechnologie in Zwitserland. Hij verrichtte daar onderzoek naar het verkleinen van nanosensoren. Vanaf 1993 werkt hij voor de Universiteit Twente waar hij in 2002 tot gewoon hoogleraar benoemd werd. In 2012 werd hij tot faculteitshoogleraar benoemd aan de South China Normal University (SCNU) in Guangzhou. Twee jaar later in 2014 werd hij voor een periode van vijf jaar benoemd tot wetenschappelijk directeur van het MIRA, een onderzoeksinstituut dat deel uitmaakt van de Universiteit Twente.

## Onderzoek
Het onderzoek van Van den Berg richt zich op micro- en nanovloeistofleer. Met behulp van dit onderzoek ontwikkelt hij chips die binnen de medische wereld gebruikt kunnen worden. Deze chips worden ook wel labs-on-a-chips genoemd. Deze lab-on-chips worden ook wel omschreven als laboratoria die op één microchip passen. Dankzij deze chips is het onder andere mogelijk om met een druppel bloed een complete analyse van het bloed te maken. 
Daarnaast houdt Van den Berg zich bezig met de beweging van vloeistoffen in kanalen op micro- of nanometerschaal. Vloeistoffen gedragen zich op deze schaal anders dan wanneer ze zich in grote volumes voortbewegen. Ook doet Van den Berg met behulp van deze microchips onderzoek naar menselijke cellen. Deze cellen worden gemanipuleerd en kunnen bijvoorbeeld gebruikt worden om nieuwe geneesmiddelen te ontwikkelen. Daarnaast doet hij onderzoek naar een nanopil die darmkanker in een vroeg stadium kan vaststellen. Deze pil detecteert kankerspecifiek DNA in een vroeg stadium.
Als wetenschappen heeft Van den Berg meer dan 250 publicaties op zijn naam staan en heeft hij onder andere in Science gepubliceerd. Daarnaast heeft hij een aantal patenten op zijn naam staan en is hij betrokken bij de oprichting van meerdere bedrijven.

## Erkenning
Het werk van Van den Berg wordt internationaal erkend. Zo won hij in 2002 de Simon Stevin Meester-prijs voor zijn onderzoek en de manier waarop hij industriële partner weet te interesseren voor zijn onderzoek. In 2008 trad Van den Berg toe tot de Koninklijke Nederlandse Akademie van Wetenschappen. Hij lid is daar van de sectie Technische Wetenschappen, onderdeel van de afdeling Natuurkunde waarvan hij een bestuurslid is. Ook is hij juryvoorzitter bij de uitreiking van de Dr. A.H. Heinekenprijs voor de Milieuwetenschappen. Het jaar erop ontving hij de Spinozapremie.
Op Europees niveau heeft Van den Berg in 2008 de ERC Advanced Investigator Grant ontvangen.
In 2015 heeft Van den Berg wederom een ERC Advanced Grant mogen ontvangen